# 国民生活金融公庫
国民生活金融公庫（こくみんせいかつきんゆうこうこ、英語名称 National Life Finance Corporation、略称NLFC）は、2008年10月1日まで存在した、国民生活金融公庫法に基づく政策金融機関たる特殊法人である。通称「国金（こっきん）」。
独立して継続が可能な事業の資金のうち、一般の金融機関からその融資を受けることが困難で、かつ国民大衆が必要とするものを供給した。現在、国民生活金融公庫は解散し株式会社日本政策金融公庫に業務移管された。

## 概要
公庫の資本金は政府がその全額を出資する。

### 業務
以下の資金の貸付けを行う。
- 小口の事業資金
- 小口の教育資金
- 生活衛生関係営業者に対する、政令で定める施設又は設備の設置又は整備に要する資金
- 生活衛生関係営業に使用される者の独立資金
- 理容師養成施設又は美容師養成施設の整備に要する資金

### 会計
公庫は事業年度毎に利益金を国庫に納付する一方、政府から借入金をすることができる。また、国民生活債券の発行をおこない、これにつき政府から債務保証がうけられる。

## 沿革
- 1949年（昭和24年）6月1日、国民金融公庫が発足。
  - 庶民金庫および恩給金庫は解散し、その業務を承継した。
- 1967年（昭和42年）9月2日、環境衛生金融公庫が発足。
- 1999年（平成11年）10月1日、国民金融公庫と環境衛生金融公庫が統合し、国民生活金融公庫が発足。
- 2008年（平成20年）10月1日、国民生活金融公庫は解散し、株式会社日本政策金融公庫に業務移管。

## 政策金融改革の経緯
以下のプロセスを経て、新たに設置される株式会社日本政策金融公庫への統合が決定された。
- 2002年（平成14年）12月13日、経済財政諮問会議は「政策金融改革について」を決定。
- 2005年（平成17年）11月29日、経済財政諮問会議は「政策金融改革の基本方針」を決定。
- 2005年（平成17年）12月24日、「行政改革の重要方針」を閣議決定。
- 2006年（平成18年）6月2日、「簡素で効率的な政府を実現するための行政改革の推進に関する法律（行政改革推進法）」（平成18年法律第47号）が公布・施行。
- 2006年（平成18年）6月27日、政策金融改革推進本部・行政改革推進本部の合同会議は「政策金融改革に係る制度設計」を決定。
- 2007年（平成19年）2月27日、「株式会社日本政策金融公庫法案」及び「株式会社日本政策金融公庫法の施行に伴う関係法律の整備に関する法律案」を閣議決定し、同日国会に提出。
- 2007年（平成19年）5月25日、「株式会社日本政策金融公庫法」（平成19年法律第57号）が公布。

新会社への統合の内容
- 国民生活金融公庫は、2008年（平成20年）10月1日に解散し、同日付をもって設立される特殊会社たる株式会社日本政策金融公庫に統合する。
- 同日付で、中小企業金融公庫、農林漁業金融公庫も解散し、新会社に統合する。
- 国民生活金融公庫の業務（小規模事業者の経営の改善発達を支援するための資金及び生活衛生関係の営業者等に対する資金の貸付を含む。）は、株式会社日本政策金融公庫に承継させる。ただし、教育資金の貸付については、低所得者の資金需要に配慮しつつ、貸付の対象の範囲を縮小する。

## イメージキャラクター
- 1980(昭和55)年度：牧野記代子
- 1988(昭和63)年度：北浦共笑
- 1989(平成1)年度：北浦共笑
- 1990(平成2)年度：藤崎あや
- 1991(平成3)年度：首藤千春
- 1992(平成4)年度：髙田万由子
- 1993(平成5)年度：強矢貴子
- 1994(平成6)年度：皆木直子
- 1995(平成7)年度：畠田理恵
- 1996(平成8)年度：持田真樹
- 1997(平成9)年度：村田和美
- 1998(平成10)年度：小橋めぐみ
- 1999(平成11)年度：内山理名
- 2000(平成12)年度：木川知子
- 2001(平成13)年度：神戸みゆき
- 2002(平成14)年度：えなりかずき
- 2003(平成15)年度：栗田梨子
- 2004(平成16)年度：上野樹里
- 2005(平成17)年度：近野成美
- 2006(平成18)年度：岩田さゆり
- 2007(平成19)年度：池澤あやか
- 2008(平成20)年度：池澤あやか

（1999年度以前は旧国民金融公庫のイメージキャラクターである）

## 総裁
| 氏名     | 出身省庁 | 前職                                                             | 就任年月日    |
| -------- | -------- | ---------------------------------------------------------------- | ------------- |
| 尾崎護   | 大蔵省   | 大蔵事務次官、国税庁長官、主税局長、大臣官房審議官（主税局担当） | 1999年10月1日 |
| 薄井信明 | 大蔵省   | 大蔵事務次官、国税庁長官、主税局長、大臣官房審議官（主税局担当） | 2003年1月12日 |

## 主な出身者
- 岩崎邦彦：静岡県立大学経営情報学部教授
- 太田一郎：帝京大学経済学部元教授、歌人
- 清成忠男：法政大学学事顧問、日本ベンチャー学会特別顧問
- 高橋徳行：武蔵大学経済学部教授
- 八木祐四郎：東京美装興業株式会社創業者、日本オリンピック委員会（JOC）元会長
- 原口恒和：株式会社イオンフィナンシャルサービス元代表取締役会長兼社長

（旧国民金融公庫の出身者を含む）